# Solanum monanthemon
Solanum monanthemon är en potatisväxtart som beskrevs av Sandra Diane Knapp. Solanum monanthemon ingår i släktet skattor som ingår i familjen potatisväxter. Inga underarter finns listade i Catalogue of Life.